# Mausz
Der Mausz (kaschubisch Môùsz, deutsch Großer Mausch-See) in Polen ist ein See in der Kaschubischen Schweiz. Der See liegt auf einer Höhe von 154 m über Meeresspiegel und hat eine Fläche von 384 ha. Der See ist in der Eiszeit entstanden und hat einen Abfluss in die Słupia (Stolpe).
Eine Halbinsel ragt von Südwesten in den See, der westliche „Finger“ wurde, ohne Entsprechung in polnischer Sprache, früher als Kleiner Mausch-See bezeichnet.

## Ökologie

### Fische
Im Mausz vorkommende Fischarten sind: Aal (Anguilla anguilla), Barsch (Perca fluviatilis), Brachse (Brasse, Abramis brama), Hecht (Esox lucius), Karausche (Carassius carassius), Kleine Maräne (Coregonus albula), Rotauge (Plötze, Rutilus rutilus), Schleie (Tinca tinca) und Zander (Sander lucioperca).

## Ortschaften am See
In der Mitte des Sees liegt eine weitere Halbinsel mit dem Ferienort Ostrów-Mausz (bis 1912 Ostrow-Mausch). Ebenfalls im Landkreis Kartuzy (Karthaus) liegt der Ort Kłodno (Kloden) und zwei weitere Orte am Ufer sind Frydrychowo (Friedrichshof) und Grabowo Parchowskie (Grabau) im Landkreis Bytów (Bütow). 